# Веселки (Кировская область)
Веселки — деревня в Фалёнском районе Кировской области. 

## География
Находится на правобережье реки Чепца на расстоянии примерно 8 километров по прямой на восток-северо-восток от районного центра поселка Фалёнки.

## История
Деревня известна с XVII века. В 1678 году учтено 2 двора, в 1763 году 15 жителей. В 1873 году отмечено дворов 7 и жителей 58, в 1905 10 и 14, в 1926 17 и 98, в 1950 14 и 33 соответственно. В 1989 году учтено 13 жителей. До 2020 года входила в Фалёнское городское поселение, ныне непосредственно в составе Фалёнского района.

## Население
Постоянное население  составляло 7 человек (русские 100%) в 2002 году, 9 в 2010.